# Heterosentis paraplagusiarum
Heterosentis paraplagusiarum is een soort haakworm uit de familie Arhythmacanthidae. De wetenschappelijke naam van de soort werd voor het eerst geldig gepubliceerd in 1972 door Nickol als Arhythmacanthus paraplagusiarum.